# Australaziatische PGA Tour 2014
De Australaziatische PGA Tour 2014, of de PGA Tour of Australasia 2014, was het 41ste seizoen van de Australaziatische PGA Tour dat in 1973 officieel opgericht werd als de PGA Tour of Australia. Het seizoen begon met het Lexus of Blackburn Victorian PGA Championship, in februari 2014, en eindigde met het Australian PGA Championship, in december 2014. Er stonden 15 toernooien op de agenda.

## Kalender
| Data  | Data  | Toernooi                                             | Stad         | Winnaar             | Score | Score | Info           |
| ----- | ----- | ---------------------------------------------------- | ------------ | ------------------- | ----- | ----- | -------------- |
| 06-02 | 09-02 | Lexus of Blackburn Victorian PGA Championship        | Melbourne    | Gareth Paddison     | 277   | –7    |                |
| 13-02 | 16-02 | Coca-Cola Queensland PGA Championship                | Toowoomba    | Anthony Summers     | 256   | –24   |                |
| 20-02 | 23-02 | Oates Victorian Open                                 | Barwon Heads | Matthew Griffin po  | 281   | –7    |                |
| 27-02 | 02-03 | New Zealand Open                                     | Queenstown   | Dimitrios Papadatos | 270   | –18   |                |
| 14-08 | 17-08 | Fiji International                                   | Sigatoka     | Steven Jeffress     | 278   | –10   | Nieuw toernooi |
| 28-08 | 31-08 | Isuzu Queensland Open                                | Brisbane     | Andrew Dodt         | 281   | –7    |                |
| 10-09 | 13-09 | South Pacific Open Championship                      | Noumea       | Adam Stephens       | 269   | –15   |                |
| 16-10 | 19-10 | John Hughes/Nexus Risk Services WA Open Championship | Perth        | Ryan Fox            | 265   | –23   |                |
| 23-10 | 26-10 | Perth International                                  | Perth        | Thorbjørn Olesen    | 271   | –17   |                |
| 30-10 | 02-11 | Western Australia Goldfields PGA Championship        | Kalgoorlie   | Ryan Lynch          | 276   | –12   |                |
| 13-11 | 16-11 | New South Wales Open                                 | Sydney       | Anthony Brown po    | 274   | –14   |                |
| 20-11 | 23-11 | Australian Masters                                   | Melbourne    | Nick Cullen         | 279   | –9    |                |
| 27-11 | 30-11 | Emirates Australian Open                             | Sydney       | Jordan Spieth       | 271   | –13   |                |
| 04-12 | 07-12 | New South Wales PGA Championship                     | Cattai       | Lincoln Tighe       | 265   | –19   |                |
| 11-12 | 14-12 | Australian PGA Championship                          | Gold Coast   | Greg Chalmers po    | 277   | –11   |                |

| po = winnaar na play-off |